# Schleicher K 8
De Ka-8 is een eenpersoons zweefvliegtuig uit 1957. Het is ontworpen door Rudolf Kaiser en gebouwd door Alexander Schleicher. De type aanduiding Ka staat voor de eerste twee letters van Rudolf Kaiser.
De Ka-8 is een zeer succesvolle overgangstrainer, bedoeld om solisten hun opleiding op laten doorlopen. De Ka-8 werd vaak gebruikt in combinatie met de Schleicher K7 of ASK 13. Deze tweezitter trainingsvliegtuigen zijn net als de K 8 gemaakt van "hout" (met een metalen buizenframe romp) en sluiten qua vliegeigenschappen goed op elkaar aan. Tegenwoordig worden er alom "plastic" opleidings- en overgangstrainers gebruikt, waardoor de rol van de Ka-8 steeds minder wordt.

## Geschiedenis
De Ka-8 is ontworpen naar de oudere Ka-6. Het is ontworpen als een simpel te vliegen zweefvliegtuig met goede klimeigenschappen en uitstekende handeling.
De eerste vlucht van de Ka-8 was in november 1957. Door de jaren heen zijn er in totaal ruim 1100 van gebouwd in drie verschillende versies. De eerste Ka-8 versie had een kleine kap, en was vrij smal. De Ka-8B & C hadden een grotere kap, waren breder en hadden een langere neus.
Er zijn een aantal Ka-8 zweefvliegtuig (om)gebouwd in motorzwevers. Dit is echter nooit een succes geworden, mede door zijn kleine afmetingen. Er wordt daarom ook niet meer gevlogen met motorzweef-versies.
In 1968 werd door Karl Striedick een wereldrecord gevestigd met een Ka-8B. Hij vloog in totaal 767 kilometer.

## Ka-8 zweefvliegtuigen in Nederland
De Ka-8 heeft veel gevlogen in Nederland. Verschillende privéeigenaren beschikken nog over een Nederlands geregistreerde Ka-8. Enkele zweefvliegclubs hebben nog een Ka-8 in hun vloot. Mede door zijn eenvoudige onderhoud, goede opleidingseigenschappen en afmetingen. Er zijn nu (juni 2009) alleen nog maar Ka-8B zweefvliegtuigen in Nederland geregistreerd. Dit zijn er 28 ingeschreven onder een PH-registratie.